# داماسیثیموس
داماسیثیموس (‎/ˌdæməˈsɪθɪməs/‎؛ یونانی: Δαμασίθυμος ; درگذشت ۴۸۰ قبل از میلاد) پادشاه کالیندوس (یونانی: Κάλυνδος) شهری در کاریه باستان. پدرش کانداولس (یونانی: Κανδαύλης) بود.
هرودوت، در کتاب‌های هفتم و هشتم «تاریخ هرودوت» و پولیائنس، در کتاب هشتم اثرش «استراتاگمات‌ها»، به داماسیثیموس اشاره می‌کند.
داماسیثیموس در حمله دوم هخامنشیان به یونان به فرماندهی خشایارشا (خشایارشا اول) از متحدان او بود. او در نبردهای دریایی آرتمیزیوم و سالامیس در سال ۴۸۰ پیش از میلاد شرکت کرد. داماسیثیموس به‌عنوان فرمانده تنها کشتی کالیندی در نیروی دریایی هخامنشی عمل کرد و در جریان نبرد سالامیس کشته شد.
کشتی داماسیثیموس، به همراه کشتی‌های از هالیکارناس، کوس و نیسیروس، تحت فرماندهی آرتمیس یکم بود. ناو گان آرتمیس، شامل کشتی داماسیثیموس، بهترین شهرت را در نیروی دریایی هخامنشی، پس از کشتی‌های صیدا، داشت. هرودوت اشاره می‌کند که داماسیثیموس یکی از برجسته‌ترین فرماندهان کشتی‌های هخامنشی بود.
داماسیثیموس در نبرد سالامیس کشته شد، زمانی که آرتمیس، با اینکه هم‌پیمان بودند، کشتی او را به عمد به‌سوی یک کشتی آتنی تحت فرماندهی آمینیاپوس که او را تعقیب می‌کرد، کوبید. چون گفته می‌شود که او قصد داشت از یک کشتی آتنی تحت فرماندهی آمینیاپوس که او را تعقیب می‌کرد، فرار کند. کشتی داماسیثیموس غرق شد و او و تمامی خدمه‌اش جان باختند.
زمانی که خشایارشا مشاهده کرد که آرتمیس کشتی داماسیثیموس را غرق کرده است، فکر کرد که او کشتی یونانی را غرق کرده است. به گفته هرودوت، خشایارشا گفت: «مردان من تبدیل به زنان شده‌اند و زنان من به مردان.» اما به‌گفته پولیائنس، او گفت: «ای زئوس، قطعاً تو زنان را از مواد مردانه و مردان را از مواد زنانه خلق کرده‌ای.»
به‌گفته هرودوت، آرتمیس پیشتر با داماسیثیموس در هنگام حضورشان در داردانل دچار اختلاف شده بود. هرودوت می‌نویسد: «حالا، حتی اگر درست باشد که او پیش‌تر با داماسیثیموس در زمان حضورشان در داردانل دچار درگیری شده بود، اما نمی‌توانم بگویم که آیا او این کار را به‌طور عمد انجام داد یا اینکه کشتی کالیندی به‌طور تصادفی در مسیر او قرار گرفت.»